# P'tit Claude
P'tit Claude est un roman autobiographique écrit par le chanteur Eddy Mitchell et paru en 1994 aux éditions Arbre à came.
En 2022, il est réédité, dans une version illustrée par Ralph Meyer, sous le titre Des lilas à Belleville.

## Introduction
L'exergue due à Michel Audiard qu'à choisie Eddy Mitchell lui ressemble assez : « Un intellectuel assis ira toujours moins vite qu'un con qui marche. » C'est son humour très ironie caustique qui ressort ici et est encore plus explicite dans l'autre citation empruntée au Traité du zen et de l'entretien des motocyclettes.
Celui qui se présente en 2010 comme futur retraité du music-hall français est un parisien de souche et a grandi dans le 19e arrondissement, entre la Place des Fêtes et le Boulevard d'Algérie où à l'époque finissait le Paris intra-muros. Dans son livre, il écrit : « Derrière l'ultime trottoir se trouve une sorte de jungle, moitié glaise, moitié talus pelés, à l'abandon. Une population de sans-logis, gitans, Arabes, clodos, la foule des indésirables s'y est installée : voici les fortifs. »
Dans l'une de ses chansons de son album Come Back Avoir 16 ans aujourd'hui, il évoque cette époque dorée et révolue de l'après-guerre, celle de sa jeunesse, vécue par des adolescents insouciants, « l'avenir semblait docile » chante-t-il, qui ne connaissaient rien des trente glorieuses. Son scepticisme transparaît une nouvelle fois, qu'on retrouve dans une autre chanson de ce disque L'Esprit rock'n'roll où il chante : « Tu vis à côté de ta vie, tu la traverses comme un zombi. »
Ce P'tit Claude, c'est lui Claude Moine le gamin de Paris, c'est dire si ce livre présenté comme un roman est éminemment autobiographique.

## Présentation et Contenu

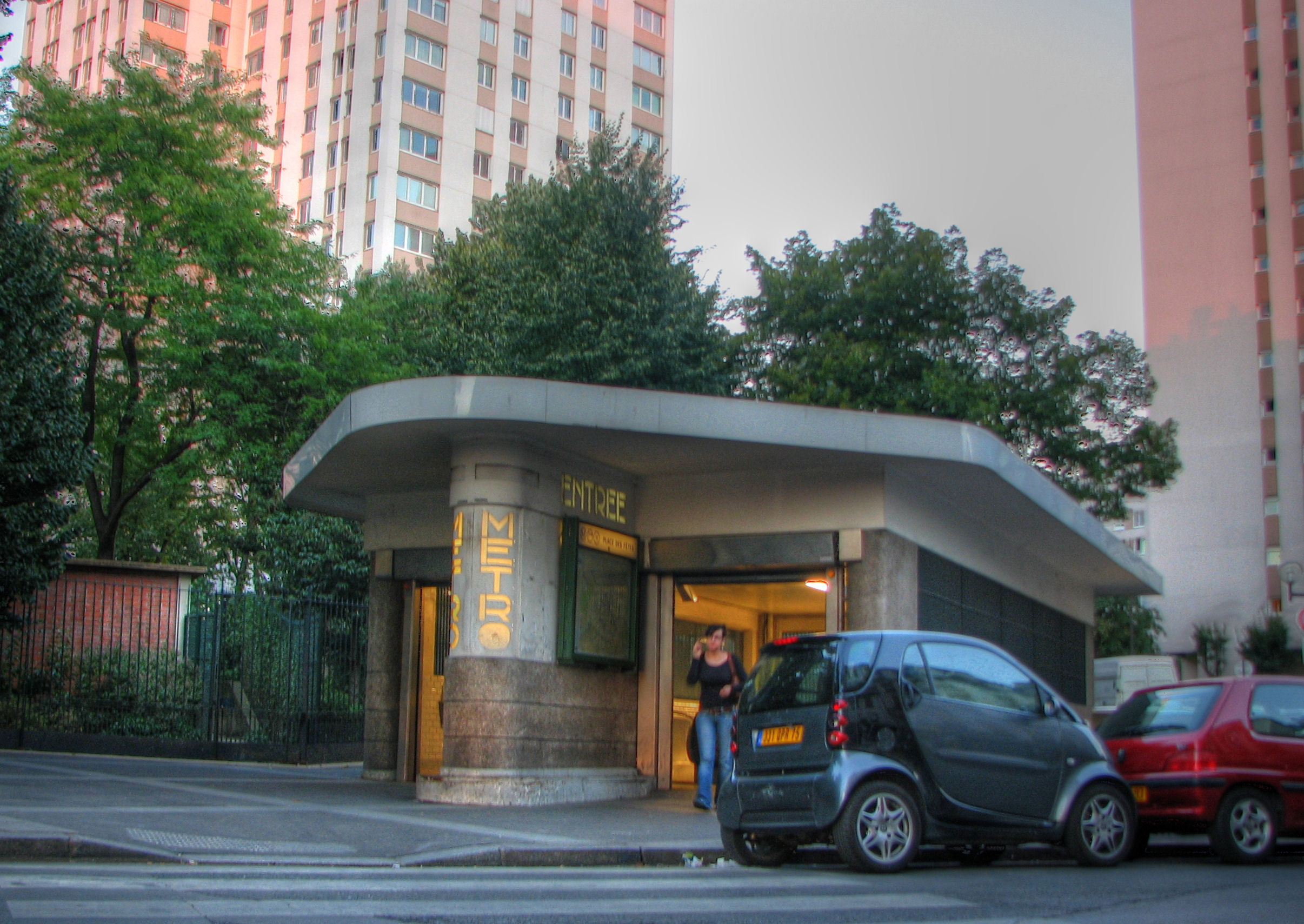
Place des fêtes

Dans son roman, Eddy Mitchell nous entraîne dans le sillage des trois 'titi' parisiens, P'tit Claude le héros du livre, Marcel et Jean-Pierre, des 'potes' du quartier de Belleville dans une période qui couvre la période 1950-1970. En 1956, ce quartier a des allures de western, ils vivent à Belleville mais dans leur tête, ils sont ailleurs, ils sont à Nashville.
Leur vie d'alors, c'est l'Amérique à portée de main, la découverte du rock'n'roll avec Rock Around the Clock et les premiers succès de Bill Haley, les filles aux bas nylon, les premiers 'transistors' qui précédaient les premiers 'électrophones', invention capitale pour eux qui mettait à leur portée tout le répertoire de la chanson américaine, leur permettant de l'écouter 'entre eux' et plus seulement dans les bars où beuglaient les juke box.
Leur quartier général, c'est la Place des fêtes, cette place du 19e arrondissement où ils faisaient 'pétarader leurs mobylettes'. Ils se réunissent entre eux à l'abri des 'fortifs' ou dans les petits bistrots alentour pour discussion, pour blaguer et surtout pour écouter de la musique, sujet encore plus important que le foot.
C'est aussi la famille, les parents qui adorent la musique, le père qui va faire partager ses passions à ses fils qu'il emmène au cinéma qui marquera tant Eddy Mitchell dans La dernière séance, l'une de ses plus célèbre chanson qui donnera son titre à une émission de télévision consacré au cinéma Américain des années 1950, de préférence des westerns et à sortir un disque intitulé Grand Écran, reprises des chansons des grands films de cette époque. Il découvrira aussi deux autres univers qui le passionneront :  la bande dessinée. et le roman policier avec les 'Séries noires' qu'il empruntaient à son père qui en avait toute une collection « dont le fameux La môme vert-de-gris de Peter Cheyney. »
Les références aux films de l'époque sont nombreuses. Pépé a un sourire charmant genre Tony Curtis dans La Grande Course autour du monde puis carnassier genre rictus de Burt Lancaster dans Vera Cruz. Luriel, l'amie de Claude, préfère le cinéma aux interminables partie de poker de la bande. Elle décide d'aller voir Son préféré Robert Redford dans Willie Boy bien que Claude lui eût plutôt préconisé Randolph Scott dans Sept hommes à abattre.
Dans le dernier chapitre, il nous dit que Claude « avait gardé la nostalgie des repas dominicaux » quand chacun poussait la romance à la fin du repas et que bien entendu, Claude devait sacrifier à la tradition, chantant Ça bardait d'un de ses acteurs-chanteurs préféré Eddie Constantine. Des habitudes qui cimentent les familles et des souvenirs attendris comme ce rituel consistant à offrir un bouquet de roses à sa mère.

## Réédition
En novembre 2022, P'tit Claude est réédité chez Dargaud, dans une version illustrée par Ralph Meyer, sous le titre Des Lilas à Bellville,

## Bibliographie

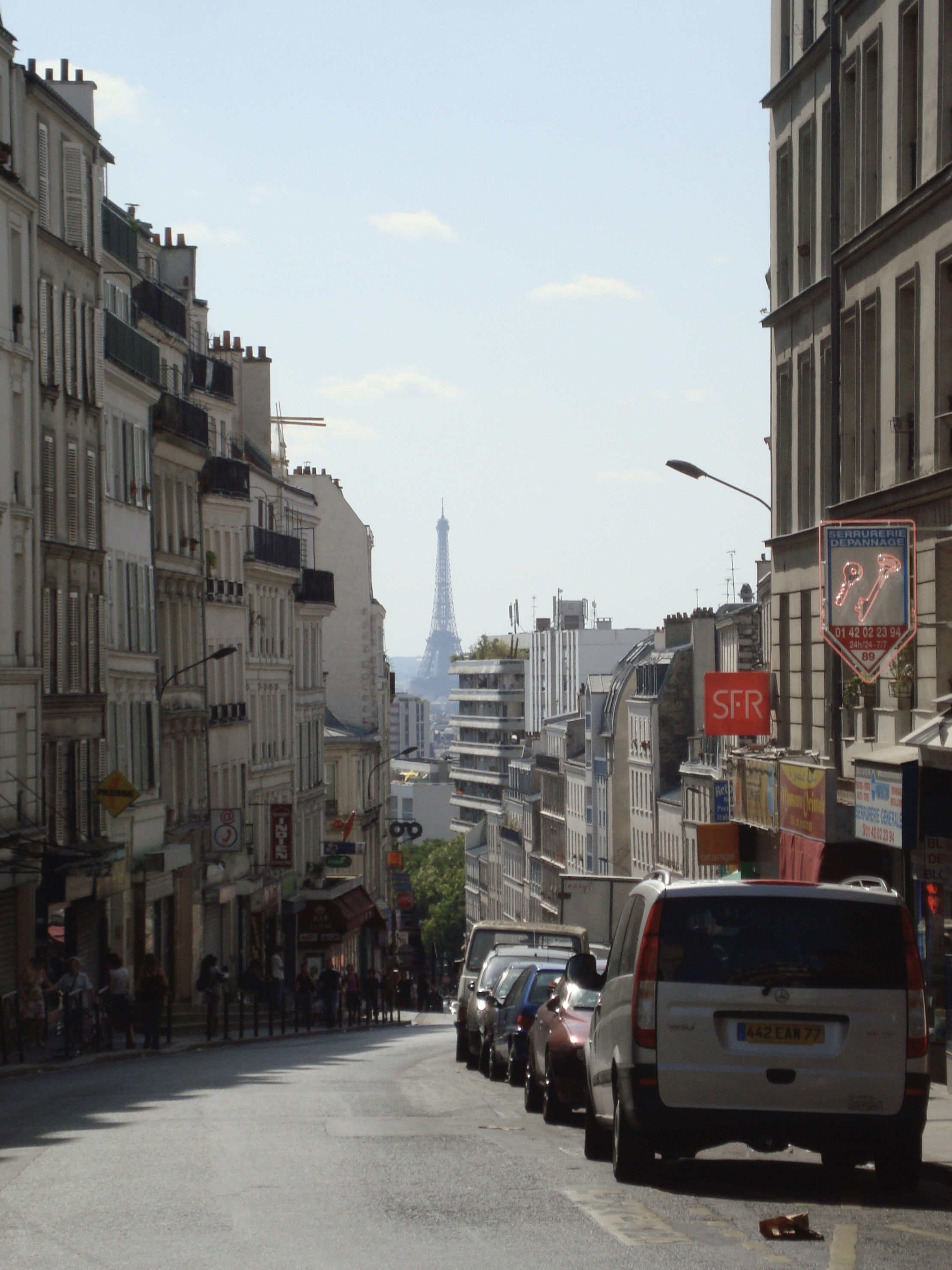
Rue de Belleville